# دوبويس
دوبويس (بالإنجليزية: DuBois, Pennsylvania)‏ هي مدينة تقع في مقاطعة كلرفيلد (بنسيلفانيا) بولاية بنسيلفانيا في الولايات المتحدة. تبلغ مساحة هذه المدينة 8.7 (كم²)، بلغ عدد سكانها 7794 نسمة في عام 2010 حسب إحصاء مكتب تعداد الولايات المتحدة.

## الموقع الجغرافي
الموقع الجغرافي للمناطق المحيطة بهذه النقطة هو كالتالي:

## أعلام
- جان د. ميلر
- تشارلز إتش ماكدونالد
- أندي سميث
- أل مايكلز
- بيني غوردون

## وصلات خارجية
- www.duboispa.gov
- The US50 - Cities and Towns in Pennsylvania State

قالب:مدن بنسيلفانيا